# Turó de Vialada
El Turó de Vialada és una muntanya de 2.565 metres que es troba entre els municipis de la Guingueta d'Àneu i de la Vall de Cardós, a la comarca del Pallars Sobirà.